# Tibor Fazekas
Tibor Fazekas (Boedapest, 9 juni 1892 – aldaar, 11 mei 1982) was een Hongaars waterpolospeler.
Tibor Fazekas nam als waterpoloër deel aan de Olympische Spelen, in 1912 en 1924. Hongarije won in 1912 en 1924 geen medaille in dit evenement.
Sándor Ádám · 
László Beleznai · 
Tibor Fazekas · 
Jenő Hégner-Tóth · 
Károly Rémi · 
János Wenk · 
Imre Zachár
István Barta · 
Tibor Fazekas · 
Lajos Homonnai · 
Márton Homonnai · 
Alajos Keserű · 
Ferenc Keserű · 
József Vértesy · 
János Wenk
- International Standard Name Identifier: 0000 0000 3495 3257
- Library of Congress Control Number: n94097940
- Virtual International Authority File: 14006522